# Heiner Bielefeldt

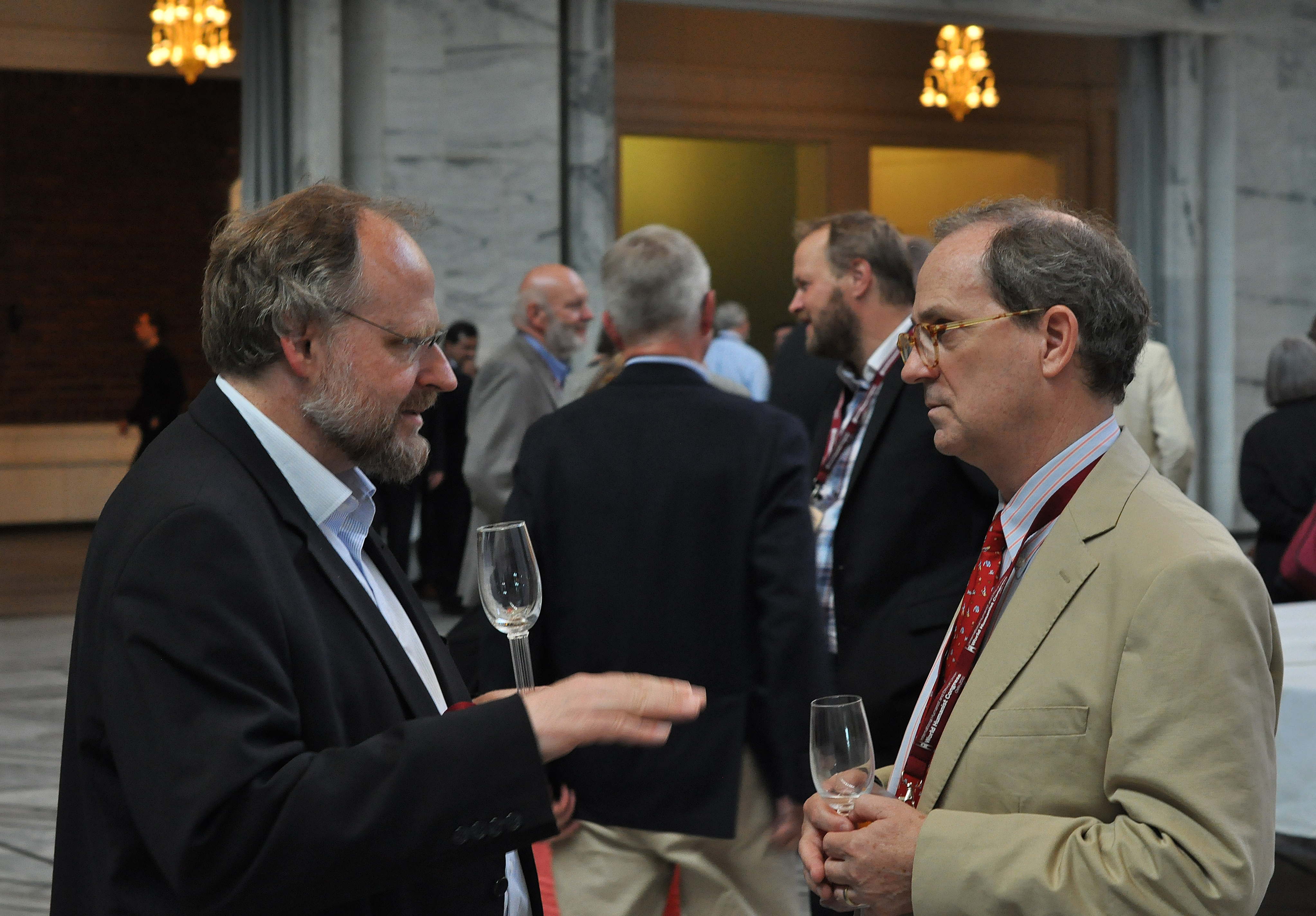
Heiner Bielefeldt (links), 2011

Heiner Bielefeldt (* 12. April 1958 in Titz-Opherten) ist ein deutscher Theologe, Philosoph und Historiker. Er ist Seniorprofessor des Lehrstuhls für Menschenrechte und Menschenrechtspolitik der Friedrich-Alexander-Universität Erlangen-Nürnberg. Von Juni 2010 bis Oktober 2016 war Bielefeldt Sonderberichterstatter für Religions- und Weltanschauungsfreiheit des UN-Menschenrechtsrats.

## Werdegang
Bielefeldt studierte Philosophie und katholische Theologie in Bonn und Tübingen (Examen 1981 und 1982). Anschließend studierte er Geschichtswissenschaften in Tübingen (Examen 1988). Von 1983 bis 1990 arbeitete er als wissenschaftliche Hilfskraft, später als wissenschaftlicher Angestellter am „Interdisziplinären Forschungsprojekt Menschenrechte“ an der philosophischen Fakultät der Universität Tübingen. 1989 promovierte Bielefeldt dort mit einer Arbeit zu den Gesellschaftsvertragstheorien zum Dr. phil.
Von 1990 bis 1992 war er Mitarbeiter am Lehrstuhl für öffentliches Recht und Rechtsphilosophie an der Juristischen Fakultät der Universität Mannheim. Anschließend wechselte er an den Lehrstuhl für öffentliches Recht und Rechtsphilosophie an der Juristischen Fakultät der Universität Heidelberg. Die Jahre 1993 und 1994 verbrachte er als Stipendiat der Alexander-von-Humboldt-Stiftung einen Forschungs- und Lehraufenthalt an der „Faculty of Law“ sowie am „Department of Philosophy“ der University of Toronto. Im Februar 2000 habilitierte er sich im Fach Philosophie am Fachbereich 9 (Kulturwissenschaften) der Universität Bremen.
Im April 2000 wurde Bielefeldt zum Hochschuldozenten an der Universität Bielefeld ernannt, verbunden mit Lehrverpflichtungen an den Fakultäten für Rechtswissenschaft und Pädagogik. Von 2003 bis 2009 war Bielefeldt Direktor des Deutschen Instituts für Menschenrechte in Berlin. 2007 wurde er zum Honorarprofessor an der Rechtswissenschaftlichen Fakultät der Universität Bielefeld ernannt.
Seit 2009 hat er den neu geschaffenen Lehrstuhl für Menschenrechte und Menschenrechtspolitik der Universität Erlangen-Nürnberg inne. Der Lehrstuhl ist am dortigen Institut für Politische Wissenschaft angesiedelt. Bielefeldts Lehrtätigkeit erstreckt sich über die Disziplinen der Politischen Wissenschaft, der Philosophie, der Rechts- und der Geschichtswissenschaft.

## Tätigkeitsfelder
Seit 1995 ist Bielefeldt Mitglied der interdisziplinären Forschungsgruppe für multi-ethnische Konflikte an der Universität Bielefeld, Fakultät für Pädagogik. Aus dieser Forschungsgruppe ist 1996 das Institut für interdisziplinäre Konflikt- und Gewaltforschung (IKG) unter der Leitung von Wilhelm Heitmeyer hervorgegangen.
Bielefeldt engagiert sich im Interreligiösen Dialog und war Mitglied des Kuratoriums der Muslimischen Akademie in Deutschland. Er ist Mitglied des Kuratoriums der Christlich-Islamischen Gesellschaft. Daneben ist Bielefeldt Mitglied der Deutschen Gesellschaft zur Erforschung des Politischen Denkens sowie im Beirat der Zeitschrift für Menschenrechte. Zur Frage der Beschneidung bezeichnet er ein generelles Verbot der religiösen Knabenbeschneidung als unverhältnismäßig.
Von Juni 2010 bis Oktober 2016 war Bielefeldt vom UN-Menschenrechtsrat als Nachfolger von Asma Jahangir zum Sonderberichterstatter der Vereinten Nationen für Religions- und Weltanschauungsfreiheit.
Bielefeldt sagte 2010 auf der 65. UN-Generalversammlung vor dem Menschenrechtsausschuss der UN-Generalversammlung:„Kleine Gemeinschaften, wie die Zeugen Jehovas, Baha’is, Ahmadis, Falun Gong und andere, werden manchmal als ‘Kulte’ stigmatisiert und treffen häufig auf gesellschaftliche Vorurteile, die sich zu vollwertigen Verschwörungstheorien ausweiten können“.

## Positionen

### Christenverfolgung
Infolge einer nach der US-Invasion des Iraks einsetzenden Welle christenfeindlicher Gewalt, floh ein großer Teil der christliche Bevölkerung aus dem Land. Trotzdem vertritt Bielefeldt die Auffassung, dass man mit dem Begriff der Christenverfolgung vorsichtig sein sollte. Er begründete diese Ansicht damit, dass nirgendwo Christen allein von Verfolgung bedroht seien, „sondern auch andere Minderheiten wie die Jesiden, die Baha’i oder Angehörige der Ahmadiyya-Gemeinde“. Zudem würden Repressionen gegen Christen „in der Regel nicht alle“ innerhalb der christlichen Gemeinschaft „gleich hart“ treffen. So handele es sich bei Ermordungen von Christen im Iran oft um die Ermordung von Konvertiten zum Christentum oder von missionierenden Christen. Daher sei der Begriff Christenverfolgung „einerseits zu eng  (...), weil er nichtchristliche Gruppen ausblendet“, und „andererseits zu unspezifisch (...), weil er die Differenzen zwischen den verschiedenen christlichen Gruppen nicht berücksichtigt“.

### Islamischer Staat
Bezüglich des Islamischen Staats erklärte Bielefeldt, dass „derartige Verbrechen“, wie sie der Islamische Staat verübte, „auch im Namen des Christentums verübt worden sind oder immer noch verübt werden.“ Als Beispiel für derartige Verbrechen im Namen des Christentums zitiert Bielefeld die Lord’s Resistance Army, die „ebenfalls Blutorgien veranstalte“, sowie nicht näher genannte „christliche Milizen in Zentralafrika“, die auch brutal vorgehen würden. Dabei handelt es sich bei der Lords Resistance Army um eine politische Organisation innerhalb eines ethnischen Konflikts. Der Gersony-Bericht The Anguish of Northern Uganda, welcher die am meisten zitierte Quelle über die Lords Resistance Army darstellt, kam zu dem Schluss, dass „die LRA kein politisches Programm oder keine Ideologie hat, zumindest keine, die die lokale Bevölkerung gehört hat oder verstehen kann“. Die Lords Resistance Army wird auch in wissenschaftlichen Quellen als nicht-christliche bzw. nicht-religiöse Gruppe eingestuft,
obwohl sie nach eigenen Aussagen für die Errichtung eines Gottesstaates auf Erden nach dem Willen Gottes kämpft, wie es sich in der Bibel im Allgemeinen sowie im Zehn Gebote im Besonderen geoffenbart habe.

### Religion in Israel
Im dritten Ökumenischen Bericht zur Religionsfreiheit, den die Evangelische Kirche in Deutschland und die Deutsche Bischofskonferenz am 5. Juli 2023 vorstellten, äußerte Bielefeldt, dass Christen und Muslime in Jerusalem Marginalisierung und Rechtsunsicherheit ausgesetzt sind. Ausgangspunkt ist das israelische Familienrecht, das auf der Religionszugehörigkeit basiert.

## Weitere Funktionen
- Commonwealth Initiative für Religions- oder Glaubensfreiheit (CIFoRB), Mitglied des Beirats[15]
- Mitglied der Deutschen Kommission für Gerechtigkeit und Frieden[16]
- Beiratsmitglied des Migrationsrechtsnetzwerkes der Diözese Rottenburg-Stuttgart[17]
- Mitglied des Kuratoriums der Hirschfeld-Eddy-Stiftung[18]
- Mitglied des wissenschaftlichen Beirats des Theologischen Ethikprogramms an der Otto-Friedrich-Universität Bamberg[19]
- Mitglied des Redaktionsausschusses der Zeitschrift für Menschenrechte[2]
- Mitglied des Beirats (2010–2013) der Bundesagentur für Anti-Diskriminierung (ADS)[20]
- Mitglied des wissenschaftlichen Beirats der Forschungsstelle Key Concepts in Interreligious Discourses (KCID) an der Friedrich-Alexander-Universität Erlangen-Nürnberg[21]

## Auszeichnungen
- 2014: Ehrendoktor der Theologischen Fakultät der Universität Luzern[22]
- 2017: Bundesverdienstkreuz 1. Klasse[23]
- 2017: Distinguished Service Award des Zentrums in Anerkennung seiner herausragenden Verdienste, um die weltweite Religions- und Glaubensfreiheit.[24]
- 2017: Alfons-Auer-Ethik-Preis der Katholisch-Theologischen-Fakultät der Universität Erlangen-Nürnberg für sein Engagement für Religionsfreiheit[25]
- 2020: Mitglied der Bayerischen Akademie der Wissenschaften

## Veröffentlichungen (Auswahl)
Als Autor
- Neuzeitliches Freiheitsrecht und politische Gerechtigkeit. Perspektiven der Gesellschaftsvertragstheorien. Königshausen & Neumann, Würzburg 1990, ISBN 3-88479-497-3.
- Zum Ethos der menschenrechtlichen Demokratie. Eine Einführung am Beispiel des Grundgesetzes. Königshausen & Neumann, Würzburg 1991, ISBN  3-88479-555-4.
- Wiedergewinnung des Politischen. Eine Einführung in Hannah Arendts politisches Denken. Königshausen & Neumann, Würzburg 1993, ISBN 3-88479-783-2.
- Kampf und Entscheidung. Politischer Existentialismus bei Carl Schmitt, Helmuth Plessner und Karl Jaspers. Königshausen & Neumann, Würzburg 1994, ISBN 3-88479-857-X.
- Philosophie der Menschenrechte. Grundlagen eines weltweiten Freiheitsethos. Wissenschaftliche Buchgesellschaft Darmstadt und Primus, 1998.
- Kants Symbolik. Ein Schlüssel zur kritischen Freiheitsphilosophie. Alber, Freiburg i.Br. 2001. (Reihe Praktische Philosophie. Band 69), ISBN 3-495-48018-8.
- Muslime im säkularen Rechtsstaat. Integrationschancen durch Religionsfreiheit. transcript, Bielefeld 2003, ISBN 3-89942-130-2.
- Menschenrechte in der Einwanderungsgesellschaft. Plädoyer für einen aufgeklärten Multikulturalismus. transcript, Bielefeld 2007, ISBN 978-3-89942-720-2.
- Auslaufmodell Menschenwürde? Warum sie in Frage steht und warum wir sie verteidigen müssen, Herder Verlag, Freiburg 2011, ISBN 978-3-451-32508-3.
- Freedom of Religion or Belief. An International Commentary, Oxford OUP, 2016.

Als Herausgeber von Sammelbänden
- mit Volkmar Deile, Bernd Thomsen: Menschenrechte vor der Jahrtausendwende. amnesty international-Publikation. Fischer, Frankfurt am Main 1993, ISBN 3-596-11691-0.
- mit Wilhelm Heitmeyer: Politisierte Religion. Ursprünge und Erscheinungsformen des modernen Fundamentalismus. Suhrkamp, Frankfurt am Main 1998, ISBN 3-518-12073-5.
- mit Heike Alefsen, Bernd Thomsen, Katharina Wegener (Red.): Menschenrechte im Umbruch. Fünfzig Jahre Allgemeine Menschenrechtserklärung. Hrsg. Amnesty International. Luchterhand, Neuwied 1998, ISBN 3-472-03352-5.
- mit Jörg Lüer: Rechte nationaler Minderheiten. Ethische Begründung, rechtliche Verankerung und historische Erfahrung. transcript, Bielefeld 2004, ISBN 3-89942-241-4.
- mit Petra Follmar-Otto: Konzeptionelle und redaktionelle Arbeit für: Bundesministerium für Familie, Senioren, Frauen und Jugend, Zwangsverheiratung in Deutschland. Deutsches Institut für Menschenrechte, Baden-Baden 2007
- mit Franz-Josef Hutter, Sabine Kurtenbach, Carsten Tessmer: Menschenrechtsfragen. Loeper Literaturverlag, Karlsruhe, 2008, ISBN 978-3-86059-521-3.
- mit Volkmar Deile, Brigitte Hamm, Franz-Josef Hutter, Sabine Kurtenbach, Hannes Tretter: Jahrbuch Menschenrechte 2009: Religionsfreiheit. Böhlau, Wien 2008, ISBN 978-3-205-78190-5.
- mit Marianne Heimbach-Steins: Religionen und Religionsfreiheit. Menschenrechtliche Perspektiven im Spannungsfeld von Mission und Konversion. Ergon Verlag, Würzburg 2010, ISBN 978-3-89913-729-3.
- mit Andreas Frewer: Das Menschenrecht auf Gesundheit. Normative Grundlagen und aktuelle Diskurse. Transcript-Verlag, Bielefeld 2016, ISBN 978-3-8376-3471-6.
- mit Caroline Welsh, Christoph Ostgathe, Andreas Frewer: Autonomie und Menschenrechte am Lebensende. Grundlagen, Erfahrungen, Reflexionen aus der Praxis. Transcript-Verlag, Bielefeld 2016, ISBN 978-3-8376-3746-5.
- mit Nicole J. Saam: Die Idee der Freiheit und ihre Semantiken. Zum Spannungsverhältnis von Freiheit und Sicherheit. transcript, Bielefeld 2023, ISBN 978-3-8376-6188-0.